# Pae (Tallinn)

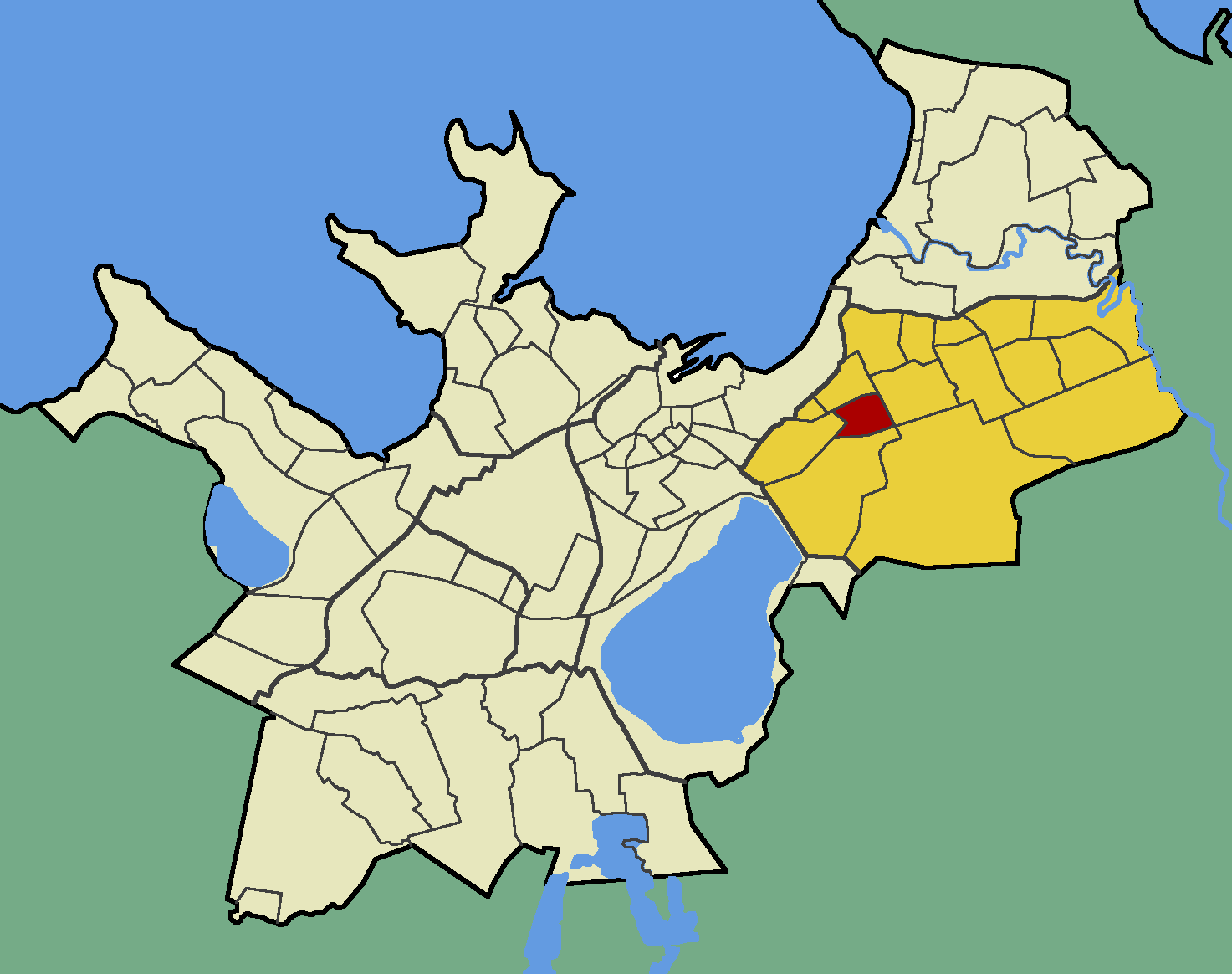
Der Bezirk Pae (rot) im Tallinner Stadtteil Lasnamäe (gelb)

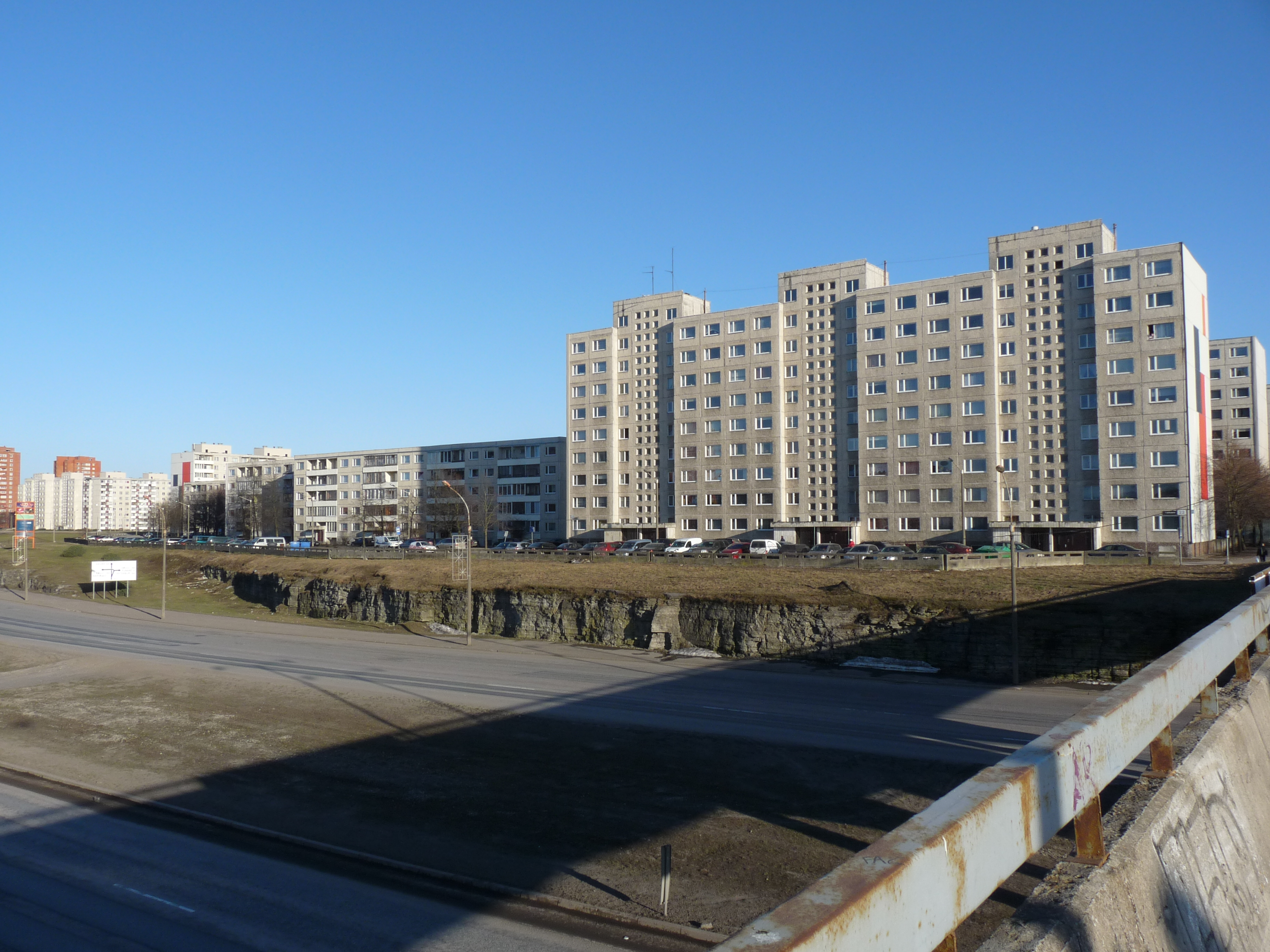
Hochhäuser in Pae an der Schnellstraße Laagna tee

Pae (zu Deutsch „Kalkstein [-Gebiet]“) ein Bezirk (estnisch asum) der estnischen Hauptstadt Tallinn. Er liegt im Stadtteil Lasnamäe (deutsch „Laaksberg“).

## Beschreibung
Der Stadtbezirk hat 14.058 Einwohner (Stand 1. Mai 2010).
Pae wurde zu sowjetischer Zeit in der Verwaltungssprache als Lasnamäe I mikrorajoon bezeichnet. Den Bezirk dominieren – wie den ganzen Stadtteil Lasnamäe – Plattenbau-Hochhäuser im sowjetischen Stil, die in den 1970er und 1980er Jahren auf dem Kalkstein-Plateau entstanden sind.
Pae liegt am 10 Kilometer langen Laagna tee (zu sowjetischer Zeit „Oktoberprospekt“), einer mehrspurigen, sechs bis sieben Meter in den Kalkstein gehauenen Schnellstraße, die Lasnamäe mit dem Stadtzentrum Tallinns verbindet. Sie wird auch „Kanal“ genannt. Für den Mittelstreifen war eigentlich der Bau einer Straßenbahntrasse geplant, die allerdings nie verwirklicht wurde.